# Otto Carius
Otto Carius (Zweibrücken, 27 de maio de 1922 — Herschweiler-Pettersheim, 24 de janeiro de 2015) foi um comandante de tanque alemão na Wehrmacht durante a Segunda Guerra Mundial. Ele lutou na Frente Oriental em 1943 e 1944 e na Frente Ocidental em 1945. Carius é considerado um "ás panzer", algumas fontes creditaram-lhe a destruição de mais de 150 tanques inimigos, embora Carius, em uma entrevista, afirme que tinha cerca de 100 ou menos. Isso também se deve ao fato de ele não contar mortes como comandante, e sim apenas como artilheiro. Ele recebeu a Cruz de Cavaleiro da Cruz de Ferro com Folhas de Carvalho.

## Segunda Guerra Mundial
Carius se formou na escola em 1940, um ano após o início da Segunda Guerra Mundial. Ele se alistou no exército e só foi aceito depois de ser rejeitado duas vezes como inapto para o serviço militar por estar abaixo do peso. Ele serviu pela primeira vez na infantaria antes de se voluntariar para o ramo Panzer; seu pai se referia aos tanques como "armadilhas de metal".  Carius foi transferido para o 502º Batalhão Panzer Pesado em 1943 e lutou nos setores do norte da Frente Oriental.
No início de 1945 foi nomeado comandante de uma companhia Jagdtiger do 512º Batalhão Antitanque Pesado , que nessa altura estava empenhado em combates na Frente Ocidental. Em 8 de março de 1945, a 2ª Companhia foi direcionada para a linha de frente perto de Siegburg, onde participou da defesa do Reno contra as forças americanas que atravessavam o rio, com sucesso limitado. Eventualmente, depois de ficar preso no Ruhr, a leste do Reno, ele ordenou que todos os seus Jagdtigers fossem destruídos para impedir que as forças inimigas os capturassem intactos e depois se rendessem ao Exército dos EUA em 7 de maio. Ele foi libertado do cativeiro em 21 de maio, duas semanas depois.
Ele é considerado um "ás panzer", creditado por destruir mais de 150 tanques inimigos; a maioria de suas alegações de morte foram na Frente Oriental. Ele e seu artilheiro também derrubaram um IL-2 com o canhão principal de 88 mm de um Tiger I no final de 1943 na Frente Oriental.

## Mais tarde na vida
Após a guerra, Carius estudou farmácia na Universidade de Heidelberg e montou uma farmácia que ele chamou de "Tiger Apotheke" como uma homenagem ao tanque Tiger. Ele também escreveu um livro sobre suas experiências de guerra chamado "Tigers in the Mud", que foi lançado em 1960. Carius administrou sua farmácia até se aposentar em 2011. Ele morreu em 24 de janeiro de 2015 aos 92 anos.

## Trabalhos
- Tigers in the Mud: The Combat Career of German Panzer Commander Otto Carius. Mechanicsburg, PA: Stackpole Books. ISBN 978-0-8117-2911-6. O livro foi adaptado em mangá por Hayao Miyazaki.[7]

## Condecorações
- Cruz de Ferro (1939)
  - 2ª classe (15 de setembro de 1942)[8]
  - 1ª classe (23 de novembro de 1943)[8]
- Distintivo de Ferido (1939)
  - em Preto (8 de julho de 1941)[9]
  - em Prata (15 de dezembro de 1943)[9]
  - em Ouro (11 de setembro de 1944)[9]
- Medalha Oriental (20 de agosto de 1942)
- Distintivo Panzer em Prata
  - 2º nível de 25 missões (15 de julho de 1944)[10]
  - 3º nível de 50 missões (1 de setembro de 1944)[10]
  - 4º nível de 75 missões (21 de abril de 1945)[10]
- Cruz de Cavaleiro da Cruz de Ferro (4 de maio de 1944)  como Leutnant da reserva e líder de pelotão no 2./Schwere Panzer Abteilung 502[11]
  - 535ª Folhas de Carvalho (27 de julho de 1944) como Leutnant da reserva e líder do 2./Schwere Panzer Abteilung 502[11]